# Mission Guépards
Mission Guépards (en anglais : Chase) est un roman publié à Londres aux éditions Hodder Children's Books en 2004, puis en France aux éditions Pocket Jeunesse en 2005. Il est l'œuvre d'un collectif d'auteurs anglo-saxons publiant sous le pseudonyme de Lucy Daniels (en) au Royaume-Uni. C'est le quatrième tome de la série Alerte Africa. 

## Éditions
- Lucy Daniels (trad. de l'anglais par Natacha Godeau), Mission guépards [« Chase »], Pocket, coll. « Jeunesse Poche / Alerte Africa » (no 4), 2005, poche (ISBN 9782266136327)